# Enzo Fittipaldi
Enzo Fittipaldi da Cruz (Miami, 2001. július 18. –) brazil autóversenyző, a kétszeres Formula–1-es világbajnok Emerson Fittipaldi unokája. Jelenleg az FIA Formula–2 bajnokságban a Van Amersfoort Racing versenyzője. A Red Bull Junior csapat korábbi tagja.

## Magánélete
Autóversenyzői családba született. Nagyapja, Emerson Fittipaldi a 70-es években kétszeres Formula–1-es világbajnok volt. Anyja Juliana Fittipaldi, apja Carlos da Cruz, testvére Pietro Fittipaldi.

## Pályafutása

### A kezdetek
2016-ban a Ginetta Junior bajnokságban versenyzett a Douglas Motorsport versenyzőjeként.
2017-ben és 2018-ban a Prema Powerteam színeiben az Olasz Formula–4-bajnokságban, majd a szakág más szériáiban is rajthoz állt.

### Formula–3
2019-re az új olasz irányítás alatt álló Formula Regionális Európa-bajnokságba nevezte a Prema egyik pilótájaként. Az év végi összetettben 2. lett csapattársa, a dán Frederik Vesti mögött.
Indult a 2019-es makaói nagydíjon, ahova olasz licencel nevezték be. Csapata a Sauber Junior Team by Charouz volt. A versenyt végül a 16. helyen fejezte be.
2020 januárjában a HWA Racelab bejelentette, hogy Jack Doohannal együtt csatlakozik a csapathoz a 2020-as FIA Formula–3 bajnokság szezonjára. Az olaszországi Monzában a sprintfutamon sokáig esélyes volt a dobogós helyezések valamelyikére, azonban a 8. kör megkezdésekor az első sikánban összeért Lirim Zendelivel, aminek következtében bal hátsó defektet kapott és csak a 20. helyen zárt. Az idényzáró hétvégén érte el legjobb eredményeit az évadban. Mugellóban a főversenyen az 5., míg a sprintfutamon a 4. helyen végzett. Az év végi összetettben a 15. lett, 27 ponttal.
2021. május 4-én a Charouz Racing System tette közzé, hogy 2021-re is marad a bajnokságban az istálló versenyzőjeként. Július 31-én a Hungaroringen rendezett második sprintfutamot pole-pozícióból várhatta a piros lámpák kialvását. A verseny 4. körében Matteo Nannini megelőzte és visszaesett a 2. helyre, amivel első dobogóját szerezte meg a bajnokságban. Augusztus 27-én hivatalosan bejelentésre került, hogy távozik az istállótól, helyére Hunter Yeany érkezett.

### Formula–2
Néhány nappal az F3-ból való kiszállása után, a cseh csapat szeptember 1-jén nevezte az eggyel magasabb kategóriájú FIA Formula–2 bajnokságra, David Beckmann pótlására. Első pontjait a vadonatúj Dzsiddai utcai pályán szerezte a második sprintfutamon. A főverseny rajtjánál a mezőny hátuljáról indulva nagy sebességgel eltalálta a 3. helyen lefulladó Théo Pourchaire autóját. Közvetlen utána piros zászló lépett érvényébe és Fittipaldit mentőhelikopterrel szállították kórházba, ahol megállapították, hogy kisebb zúzódások mellett a lábsarka eltört. A vizsgálatok során kiderült, hogy közel 72G erős volt becsapódása. A szezonzárót ki kell hagynia.

### Formula–1
2016 novemberében őt és még néhány fiatal versenyzőt meghívtak a Ferrari versenyzői akadémiára. A következő hónapban Marcus Armstronggal együtt csatlakozott a programhoz. 2021 februárjában távozott a gárda kötelékéből.

### Az USA-ban
2021. február 8-án hivatalossá vált, hogy az amerikai IndyCar egyik utánpótlás szériájában, az Indy Pro 200-ben folytatja pályafutását a Andretti Autosport és az RP Motorsport közös csapatánál a 2021-es bajnoki szezonban. A nyitóhétvége után végül távozott. 

## Eredményei

### Karrier összefoglaló
| Szezon | Bajnokság                           | Csapat                        | Verseny | Győzelem | Pole | Leggyorsabb kör | Dobogós helyezés | Pont | Helyezés |
| ------ | ----------------------------------- | ----------------------------- | ------- | -------- | ---- | --------------- | ---------------- | ---- | -------- |
| 2016   | Ginetta Junior bajnokság            | Douglas Motorsport            | 25      | 0        | 0    | 0               | 0                | 113  | 18.      |
| 2017   | Olasz Formula–4-bajnokság           | Prema Powerteam               | 21      | 0        | 0    | 1               | 0                | 89   | 9.       |
| 2017   | ADAC Formula–4-bajnokság            | Prema Powerteam               | 3       | 0        | 0    | 0               | 1                | 0    | HN‡      |
| 2018   | Olasz Formula–4-bajnokság           | Prema Theodore Racing         | 21      | 7        | 9    | 5               | 12               | 303  | 1.       |
| 2018   | ADAC Formula–4-bajnokság            | Prema Theodore Racing         | 20      | 1        | 2    | 3               | 9                | 223  | 3.       |
| 2019   | Formula Regionális Európa-bajnokság | Prema Powerteam               | 24      | 2        | 2    | 5               | 13               | 336  | 2.       |
| 2019   | Makaói nagydíj                      | Sauber Junior Team by Charouz | 1       | 0        | 0    | 0               | 0                | —    | 16.      |
| 2020   | Formula–3                           | HWA Racelab                   | 18      | 0        | 0    | 0               | 0                | 27   | 15.      |
| 2021   | Formula–3                           | Charouz Racing System         | 12      | 0        | 0    | 0               | 1                | 25   | 17.      |
| 2021   | Formula–2                           | Charouz Racing System         | 8       | 0        | 0    | 0               | 0                | 2    | 20.      |
| 2021   | Indy Pro 2000                       | RP Motorsport                 | 2       | 0        | 0    | 0               | 0                | 20   | 19.      |
| 2022   | Formula–2                           | Charouz Racing System         | 28      | 0        | 0    | 0               | 6                | 126  | 8.       |
| 2023   | Formula–2                           | Rodin Carlin                  | 25      | 1        | 0    | 1               | 5                | 124  | 7.       |
| 2024   | Formula–2                           | Van Amersfoort Racing         | 6       | 1        | 0    | 1               | 2                | 32*  | 6.*      |

* A szezon jelenleg is zajlik.
‡ Mivel Fittipaldi vendégpilóta volt, ezért nem részesült bajnoki pontokban.

### Teljes FIA Formula–3-as eredménysorozata
(Táblázat értelmezése)

(Félkövér: pole-pozícióból indult; dőlt: leggyorsabb kört futott) 

| Év   | Csapat                | 1           | 2          | 3           | 4           | 5          | 6          | 7           | 8           | 9           | 10          | 11         | 12        | 13         | 14         | 15        | 16         | 17        | 18        | 19      | 20      | 21      | Helyezés | Pont |
| ---- | --------------------- | ----------- | ---------- | ----------- | ----------- | ---------- | ---------- | ----------- | ----------- | ----------- | ----------- | ---------- | --------- | ---------- | ---------- | --------- | ---------- | --------- | --------- | ------- | ------- | ------- | -------- | ---- |
| 2020 | HWA Racelab           | AUT1 FEA 18 | AUT1 FEA 9 | AUT2 FEA 15 | AUT2 FEA 13 | HUN FEA 19 | HUN FEA 9  | GBR1 FEA 18 | GBR1 FEA 19 | GBR2 FEA 17 | GBR2 FEA 17 | ESP FEA 13 | ESP SPR 8 | BEL FEA 26 | BEL SPR 12 | ITA FEA 9 | ITA SPR 20 | MUG FEA 5 | MUG SPR 4 |         |         |         | 15.      | 27   |
| 2021 | Charouz Racing System | ESP SP1 12  | ESP SP2 Ki | ESP FEA 19  | FRA SP1 21  | FRA SP2 17 | FRA FEA 11 | AUT SP1 4   | AUT SP2 8   | AUT FEA 15  | HUN SP1 12  | HUN SP2 2  | HUN FEA 9 | BEL SP1    | BEL SP2    | BEL FEA   | NED SP1    | NED SP2   | NED FEA   | RUS SP1 | RUS SP2 | RUS FEA | 17.      | 25   |

### Teljes FIA Formula–2-es eredménysorozata
(Táblázat értelmezése)

(Félkövér: pole-pozícióból indult; dőlt: leggyorsabb kört futott) 

| Év   | Csapat                | 1          | 2          | 3          | 4          | 5          | 6          | 7          | 8          | 9          | 10         | 11         | 12         | 13         | 14         | 15         | 16         | 17         | 18         | 19         | 20         | 21         | 22         | 23         | 24         | 25         | 26         | 27         | 28         | Helyezés | Pont |
| ---- | --------------------- | ---------- | ---------- | ---------- | ---------- | ---------- | ---------- | ---------- | ---------- | ---------- | ---------- | ---------- | ---------- | ---------- | ---------- | ---------- | ---------- | ---------- | ---------- | ---------- | ---------- | ---------- | ---------- | ---------- | ---------- | ---------- | ---------- | ---------- | ---------- | -------- | ---- |
| 2021 | Charouz Racing System | BHR SP1    | BHR SP2    | BHR FEA    | MON SP1    | MON SP2    | MON FEA    | AZE SP1    | AZE SP2    | AZE FEA    | GBR SP1    | GBR SP2    | GBR FEA    | ITA SP1 Ki | ITA SP2 16 | ITA FEA 11 | RUS SP1 17 | RUS SP2 T  | RUS FEA 12 | KSA SP1 12 | KSA SP2 7  | KSA FEA Ki | UAE SP1    | UAE SP2    | UAE FEA    |            |            |            |            | 20.      | 2    |
| 2022 | Charouz Racing System | BHR SPR 11 | BHR FEA 13 | KSA SPR 10 | KSA FEA 11 | IMO SPR 12 | IMO FEA 2  | ESP SPR 8  | ESP FEA 6  | MON SPR 4  | MON FEA 5  | AZE SPR Ki | AZE FEA 6  | GBR SPR 3  | GBR FEA 10 | AUT SPR 8  | AUT FEA 2  | FRA SPR Ki | FRA FEA 10 | HUN SPR 2  | HUN FEA 2  | BEL SPR 13 | BEL FEA 10 | NED SPR 13 | NED FEA 5  | ITA SPR 12 | ITA FEA 3  | UAE SPR Ki | UAE FEA 14 | 8.       | 126  |
| 2023 | Carlin                | BHR SPR 8  | BHR FEA 9  | KSA SPR 13 | KSA FEA 7  | AUS SPR Ni | AUS FEA Ki | AZE SPR 5  | AZE FEA 2  | MON SPR 10 | MON FEA Ki | ESP SPR 10 | ESP FEA 2  | AUT SPR Ki | AUT FEA 6  | GBR SPR 4  | GBR FEA 7  | HUN SPR 11 | HUN FEA 8  | BEL SPR 1  | BEL FEA 3  | NED SPR 15 | NED FEA 7  | ITA SPR 15 | ITA FEA 4  | UAE SPR 2  | UAE FEA 14 |            |            | 7.       | 124  |
| 2024 | Van Amersfoort Racing | BHR SPR 17 | BHR FEA Ki | KSA SPR 3  | KSA FEA 1  | AUS SPR 12 | AUS FEA 16 | IMO SPR Ki | IMO FEA 17 | MON SPR 9  | MON FEA 12 | ESP SPR 16 | ESP FEA 11 | AUT SPR 14 | AUT FEA 4  | GBR SPR 13 | GBR FEA 8  | HUN SPR 21 | HUN FEA 5  | BEL SPR 14 | BEL FEA Ki | ITA SPR 7  | ITA FEA 10 | AZE SPR 13 | AZE FEA 11 | QAT SPR    | QAT FEA    | UAE SPR    | UAE FEA    | 15.      | 61   |

† A versenyt nem fejezte be, de helyezését értékelték, mert a versenytáv több, mint 90%-át teljesítette.